# After MASH
After MASH ist eine US-amerikanische Comedyserie aus den Jahren 1983 bis 1985. Sie war ein Spin-off der Fernsehserie M*A*S*H und wurde von CBS ausgestrahlt.
Anlass für die Serie war eine Abstimmung der Hauptdarsteller aus M*A*S*H. Harry Morgan, Jamie Farr und William Christopher stimmten für eine Weiterführung der Serie, während sich die übrigen dagegen aussprachen.

## Darsteller
Hauptdarsteller waren Colonel Sherman Potter (Harry Morgan), Max Klinger (Jamie Farr) und Pater Francis Mulcahy (William Christopher), welche aus der Originalserie stammen. Dargestellt wurden die Erlebnisse der drei Charaktere in ihrer Zeit nach dem Koreakrieg.
Einzige weitere Darsteller aus der Originalserie sind Klingers Frau Sun Li (Rosalind Chao) und mit Auftritten in ein oder zwei Folgen  Radar (Gary Burghoff) und Colonel Flagg (Edward Winter).
| Schauspieler                       | Rolle                   | Jahre                | Staffel | Episoden |
| ---------------------------------- | ----------------------- | -------------------- | ------- | -------- |
| Harry Morgan                       | Col. Sherman Potter     | 1983–1985            | 1–2     | 29       |
| Jamie Farr                         | Maxwell Klinger         | 1983–1985            | 1–2     | 29       |
| William Christopher                | John Mulcahy            | 1983–1985            | 1–2     | 29       |
| Kellye Nakahara                    | Sprecher                | 1983–1985            | 1–2     | 26       |
| Rosalind Chao                      | Soon-Lee Klinger        | 1983–1985            | 1–2     | 23       |
| Barbara Townsend und Anne Pitoniak | Mildred Potter          | 1983–1984, 1984–1985 | 1, 2    | 19       |
| Brandis Kemp                       | Alma Cox                | 1983–1985            | 1–2     | 19       |
| John Chappell                      | Mike D’Angelo           | 1983–1984            | 1       | 19       |
| Patrick Cranshaw                   | Bob Scannell            | 1983–1985            | 1–2     | 19       |
| Jay O. Sanders                     | Dr. Gene Pfeiffer       | 1983–1984            | 1       | 14       |
| David Ackroyd                      | Dr. Mark Boyer          | 1984–1985            | 1–2     | 12       |
| Peter Michael Goetz                | Wally Wainwright        | 1984–1985            | 2       | 5        |
| Gary Burghoff                      | Walter „Radar“ O’Reilly | 1984                 | 1       | 2        |
| Edward Winter                      | Samuel Flagg            | 1984                 | 2       | 1        |

## Handlung
Die Serie spielt in einem Veteranenhospital. In Analogie zur Originalserie wird versucht, das Leid und den Horror des Krieges herauszustellen.

## Episoden

### Staffel 1
| Nr. | Titel                           | Erstausstrahlung   |
| --- | ------------------------------- | ------------------ |
| 1   | September Of ’53/Together Again | 26. September 1983 |
| 2   | Klinger vs. Klinger             | 3. Oktober 1983    |
| 3   | Snap, Crackle, Plop             | 10. Oktober 1983   |
| 4   | Staff Inspection                | 17. Oktober 1983   |
| 5   | Night Shift                     | 24. Oktober 1983   |
| 6   | Shall We Dance                  | 31. Oktober 1983   |
| 7   | Little Broadcast                | 7. November 1983   |
| 8   | Sunday, Cruddy Sunday           | 14. November 1983  |
| 9   | Thanksgiving of 53              | 21. November 1983  |
| 10  | Fall Out                        | 5. Dezember 1983   |
| 11  | Bladder Day Saints              | 12. Dezember 1983  |
| 12  | All About Christmas Eve         | 19. Dezember 1983  |
| 13  | Chief Of Staff                  | 2. Januar 1984     |
| 14  | C. Y. A.                        | 9. Januar 1984     |
| 15  | Yours Truly, Max Klinger        | 16. Januar 1984    |
| 16  | It Had To Be You                | 23. Januar 1984    |
| 17  | Odds and Ends                   | 30. Januar 1984    |
| 18  | Another Saturday Night          | 6. Februar 1984    |
| 19  | By The Book                     | 20. Februar 1984   |
| 20  | Fever Pitch                     | 27. Februar 1984   |
| 21  | Up and Down Payments            | 12. März 1984      |

### Staffel 2
| Nr. | Titel                      | Erstausstrahlung        |
| --- | -------------------------- | ----------------------- |
| 22  | Less Miserable             | 23. September 1984      |
| 23  | Calling Doctor Habibi      | 25. September 1984      |
| 24  | Strangers and Other Lovers | 2. Oktober 1984         |
| 25  | Trials                     | 9. Oktober 1984         |
| 26  | Madness To His Method      | 16. Oktober 1984        |
| 27  | The Recovery Room          | 30. Oktober 1984        |
| 28  | Ward Is Hell               | 4. Dezember 1984        |
| 29  | Saturdays Heroes           | 31. Mai 1985            |
| 30  | Wet Feet                   | nicht mehr ausgestrahlt |

## Sonstiges
Die Serie wurde bisher nicht im deutschsprachigen Raum gezeigt.